# Dawn (dagstidning)
Dawn är en rikstäckande engelskspråkig pakistansk dagstidning grundad 26 oktober 1941 av Mohammad Ali Jinnah i Delhi. Tidningen fungerade ursprungligen som officiellt organ för All India Muslim League. Tidningen har sitt huvudkontor i Karachi. 2010 hade Dawn en daglig upplaga på cirka 109,000.